# Dofus
Dofus je volně šiřitelná francouzská MMORPG hra, kterou vydala roku 2005 firma Ankama Games, takže podobně jako třeba World of Warcraft funguje už delší dobu.
Když je hra stažena z internetu, chvilku se instaluje. Doporučené požadavky na systém jsou: 2 GB místa na pevném disku, 2 GB paměti RAM a 2 GHz procesor. Poté, co se hra stáhne a hráč se zaregistruje, se hra může spustit. V nabídce si hráč musí vybrat z několika serverů. Ty se liší hlavně jazykem, kterým se na serveru smí komunikovat. Dále si vybírá postavu, za kterou bude hrát. Na výběr má z osmnácti postav, které se od sebe odlišují svými schopnostmi a kouzly. Lze uvést například: Xelor, Iop, Cra. Když je postava dozdobena podle představ, hra může začít.
Na začátku se objeví video, které má hru popsat a uvést hráče do děje. Hned poté, co video skončí, je pro začínající připraven jakýsi návod „jak hru hrát“. Seznámí se se základy hraní, souboje, profesí...
Dofus je pro hráče zdarma (F2P), ovšem takoví hráči se musejí spokojit pouze s omezenou mapou a omezeným použitím některých věcí. Pokud si hráč za hru zaplatí (P2P), může ji plně využít - prozkoumat celou mapu, koupit si dům, mazlíčky atd. Aktuálně zaplatí hráč za „plnou verzi“ 200 Kč za měsíc(v jiné měně vyjde na cca 140 Kč) a k tomu ještě dostane nějaký dárek. Pokud se rozhodnete pro předplacení na delší dobu, výhody pro vás se budou stupňovat (dostanete více dárků).